# 阮孟琴
阮孟琴（1929年9月15日—），越南政治人物，越南共产党中央政治局成员，曾担任越南外交部部长、越南副总理，任内参与了与美国建交、与欧盟签署协议、加入东盟。2016年退休。